# Liste der Biografien/Hef
Liste der Biografien |
Portal Biografien |
Personensuche
# |
A |
B |
C |
D |
E |
F |
G |
H |
I |
J |
K |
L |
M |
N |
O |
P |
Q |
R |
S |
T |
U |
V |
W |
X |
Y |
Z |
?
 
Ha |
Hd |
He |
Hi |
Hj |
Hk |
Hl |
Hm |
Hn |
Ho |
Hr |
Hs |
Ht |
Hu |
Hv |
Hw |
Hy
 
Hea |
Heb |
Hec |
Hed |
Hee |
Hef |
Heg |
Heh |
Hei |
Hej |
Hek |
Hel |
Hem |
Hen |
Heo |
Hep |
Heq |
Her |
Hes |
Het |
Heu |
Hev |
Hew |
Hex |
Hey |
Hez
Die Liste der Biografien führt alle Personen auf, die in der deutschsprachigen Wikipedia einen Artikel haben. Dieses ist eine Teilliste mit 116 Einträgen von Personen, deren Namen mit den Buchstaben „Hef“ beginnt.

## Hef

### Hefe
- Hefel, Ernst (1888–1974), österreichischer Politiker
- Hefel, Lukas (* 1994), österreichischer Fußballspieler
- Hefele, Anna-Maria, deutsche Musikpädagogin, Sängerin und Stimmkünstlerin
- Hefele, Anton (* 1994), deutscher Basketballfunktionär
- Hefele, Friedrich (1884–1956), deutscher Historiker und Archivar
- Hefele, Günter (1940–1990), deutscher Politiker (SPD), MdL
- Hefele, Hans (1905–1973), deutscher Kapitän zur See der Bundesmarine
- Hefele, Hermann (1885–1936), deutscher Historiker und Literaturhistoriker
- Hefele, Karl Joseph von (1809–1893), deutscher Kirchenhistoriker und römisch-katholischer Bischof
- Hefele, Melchior (1716–1794), österreichischer Architekt
- Hefele, Michael (* 1990), deutscher FußballspielerMichael Hefele (* 1990)

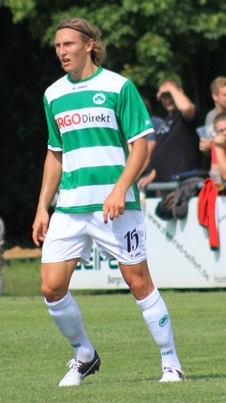
Michael Hefele (* 1990)

- Hefelmann, Hans (1906–1986), deutscher Landwirt, Hauptverantwortlicher des nationalsozialistischen Euthanasieprogramms
- Hefenbrock, Christian (* 1985), deutscher Speedway-Fahrer
- Hefendehl, Roland (* 1964), deutscher Strafrechtler und Kriminologe
- Hefendehl-Hebeker, Lisa (* 1948), deutsche Mathematikerin und Hochschullehrerin
- Hefentreger, Johann († 1542), deutscher lutherischer Theologe und Reformator
- Hefer, Clyde (* 1961), australischer Ruderer
- Hefer, Hans (1907–1941), deutscher Mathematiker
- Hefermehl, Karl (1875–1960), deutscher Jurist und Präsident des Landgerichts Wiesbaden
- Hefermehl, Wolfgang (1906–2001), deutscher Jurist und Professor an der Universität Heidelberg, SS-Mitglied

### Heff
- Heffelfinger, William (1867–1954), US-amerikanischer Footballspieler
- Heffening, Wilhelm (1894–1944), deutscher Islamwissenschaftler, Bibliothekar und Hochschullehrer
- Heffer, Eric (1922–1991), britischer Politiker, Mitglied des House of Commons
- Hefferline, Ralph F. (1910–1974), US-amerikanischer Psychologe
- Heffern, Meghan (* 1983), kanadische SchauspielerinMeghan Heffern (* 1983)

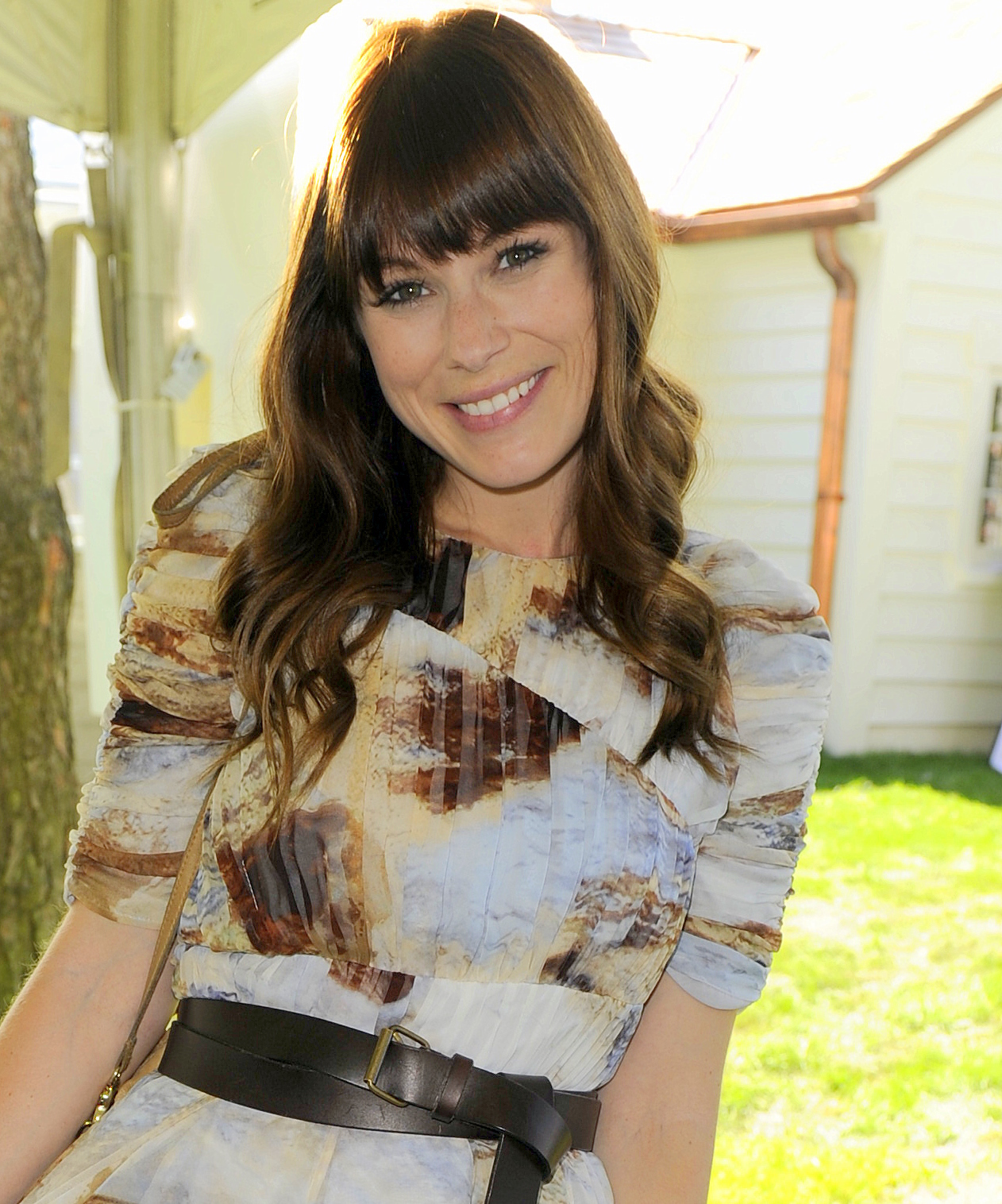
Meghan Heffern (* 1983)

- Heffernan, Dean (* 1980), australischer Fußballspieler
- Heffernan, James J. (1888–1967), US-amerikanischer Architekt und Politiker
- Heffernan, John (* 1981), britischer Schauspieler
- Heffernan, John William (1883–1943), irischer römisch-katholischer Ordensgeistlicher und Apostolischer Vikar von Sansibar
- Heffernan, Kevin (* 1968), US-amerikanischer Schauspieler, Drehbuchautor und Regisseur; Mitglied der Comedy-Gruppe Broken Lizard
- Heffernan, Marian (* 1982), irische Sprinterin
- Heffernan, Michael (1885–1970), irischer Politiker (Farmers’ Party, Cumann na nGaedheal)
- Heffernan, Robert (1917–1943), australischer Hochspringer
- Heffernan, Robert (* 1978), irischer Geher
- Heffernan, Steve (* 1952), britischer Radrennfahrer
- Heffernan, Virginia (* 1969), US-amerikanische Journalistin und Fernsehkritikerin
- Hefferon, Charles (1878–1932), südafrikanischer Langstreckenläufer
- Heffes, Alex (* 1971), britischer Komponist
- Heffler, Zsolt (* 1967), deutsch-ungarischer Eishockeyspieler und -schiedsrichter
- Heffley, Mike (* 1948), US-amerikanischer Jazz- und Improvisationsmusiker und Musikwissenschaftler
- Heffner, Carl (1851–1900), deutscher Musiker
- Heffner, Franz, Prämonstratenser in Oberzell
- Heffner, Hubert Crouse (1901–1985), US-amerikanischer Theaterwissenschaftler und Universitätsprofessor
- Heffner, Julius (1877–1951), deutscher Lehrer und Maler
- Heffner, Karl (1849–1927), deutscher Maler
- Heffner, Kyle T. (* 1957), US-amerikanischer Schauspieler
- Heffner, Sina (* 1980), deutsche Bildhauerin
- Hefford, Jayna (* 1977), kanadische Eishockeyspielerin
- Heffron, Bob (1890–1978), australischer Politiker, Premier von New South Wales
- Heffron, Richard T. (1930–2007), US-amerikanischer Film- und Fernsehregisseur
- Hefft, Anton (1815–1900), österreichischer Architekt
- Heffter, Anton von (1777–1844), österreichischer Politiker, Bürgermeister von Salzburg
- Heffter, Arthur (1859–1925), deutscher Pharmakologe und Chemiker
- Heffter, August Wilhelm (1796–1880), Jurist
- Heffter, Heinrich (1903–1975), deutscher Historiker
- Heffter, Heinrich von (1610–1663), deutscher Jurist und Bürgermeister
- Heffter, Ignaz von (1740–1818), Bürgermeister der Stadt Salzburg
- Heffter, Johann Carl (1722–1786), deutscher Arzt und Naturforscher
- Heffter, Lothar (1862–1962), deutscher Mathematiker
- Heffter, Moritz Wilhelm (1792–1873), deutscher Historiker und Gymnasiallehrer
- Hefftler, Karl Eduard (1853–1918), deutsch-baltischer Maler

### Hefl
- Heflebower, Charles R, US-amerikanischer Offizier, Generalleutnant der US Air Force
- Hefley, Joel (* 1935), US-amerikanischer Politiker
- Heflin, Howell (1921–2005), US-amerikanischer Politiker (Demokratische Partei)
- Heflin, James Thomas (1869–1951), US-amerikanischer Jurist und Politiker
- Heflin, Marta (1945–2013), US-amerikanische Schauspielerin
- Heflin, Robert Stell (1815–1901), US-amerikanischer Rechtsanwalt, Richter und Politiker
- Heflin, Van (1908–1971), US-amerikanischer Schauspieler
- Hefling, Stephen, amerikanischer Musikwissenschaftler

### Hefn
- Hefner, Bill (1930–2009), US-amerikanischer Politiker
- Hefner, Christie (* 1952), US-amerikanische Unternehmerin
- Hefner, Crystal (* 1986), US-amerikanisches Playmate
- Hefner, Hugh (1926–2017), US-amerikanischer Verleger, Gründer des Playboy-ImperiumsHugh Hefner (1926–2017)

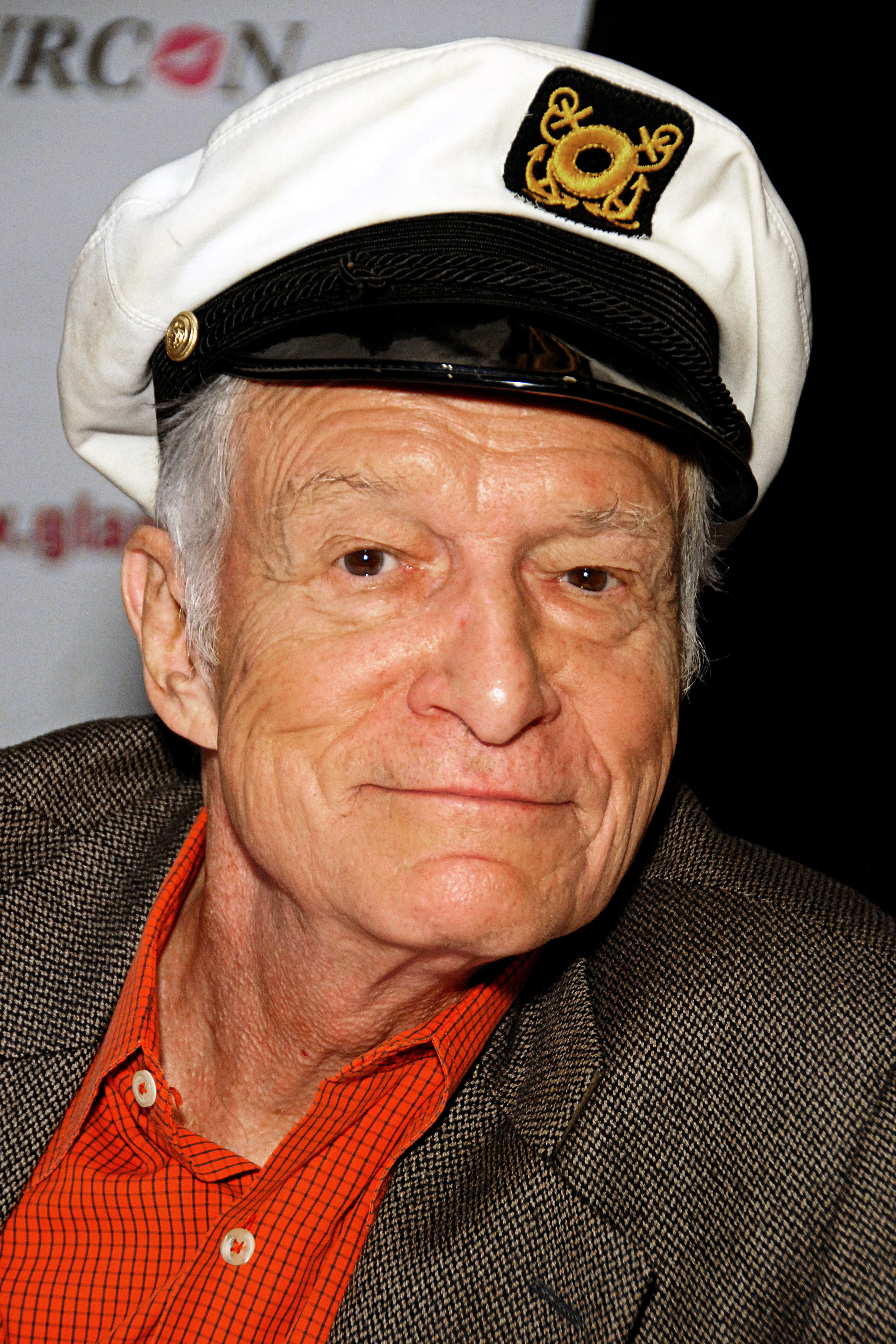
Hugh Hefner (1926–2017)

- Hefner, Joseph von (1799–1862), deutscher Historiker und Gymnasialprofessor
- Hefner, Keith (1929–2016), US-amerikanischer Schauspieler und Komponist
- Hefner, Otto Titan von (1827–1870), deutscher Heraldiker
- Hefner, Ulrich (* 1961), deutscher Polizeibeamter, Journalist und Krimiautor
- Hefner-Alteneck, Friedrich von (1845–1904), deutscher Konstrukteur und Elektrotechniker
- Hefner-Alteneck, Jakob Heinrich von (1811–1903), deutscher Kunsthistoriker
- Hefny, Mahmoud El (1896–1973), ägyptischer Musikwissenschaftler und Ministerialbeamter
- Hefny, Mostafa (* 1950), ägyptisch-US-amerikanischer Pädagoge

### Heft
- Heft, Florian (* 1990), deutscher Fußballschiedsrichter
- Heft, Uwe (* 1963), deutscher Politiker (PDS, Die Linke), MdL
- Heftberger, Agnes, österreichische Managerin
- Heftel, Cecil (1924–2010), US-amerikanischer Politiker
- Hefter, Adam (1871–1970), österreichischer römisch-katholischer Bischof von Gurk (1914–1939)
- Hefter, Dennis (1993–2015), deutscher Volleyballspieler
- Hefter, Ernst (1906–1947), deutscher Psychiater und Euthanasietäter
- Hefter, Martina (* 1965), deutsche Schriftstellerin und DichterinMartina Hefter (* 1965)

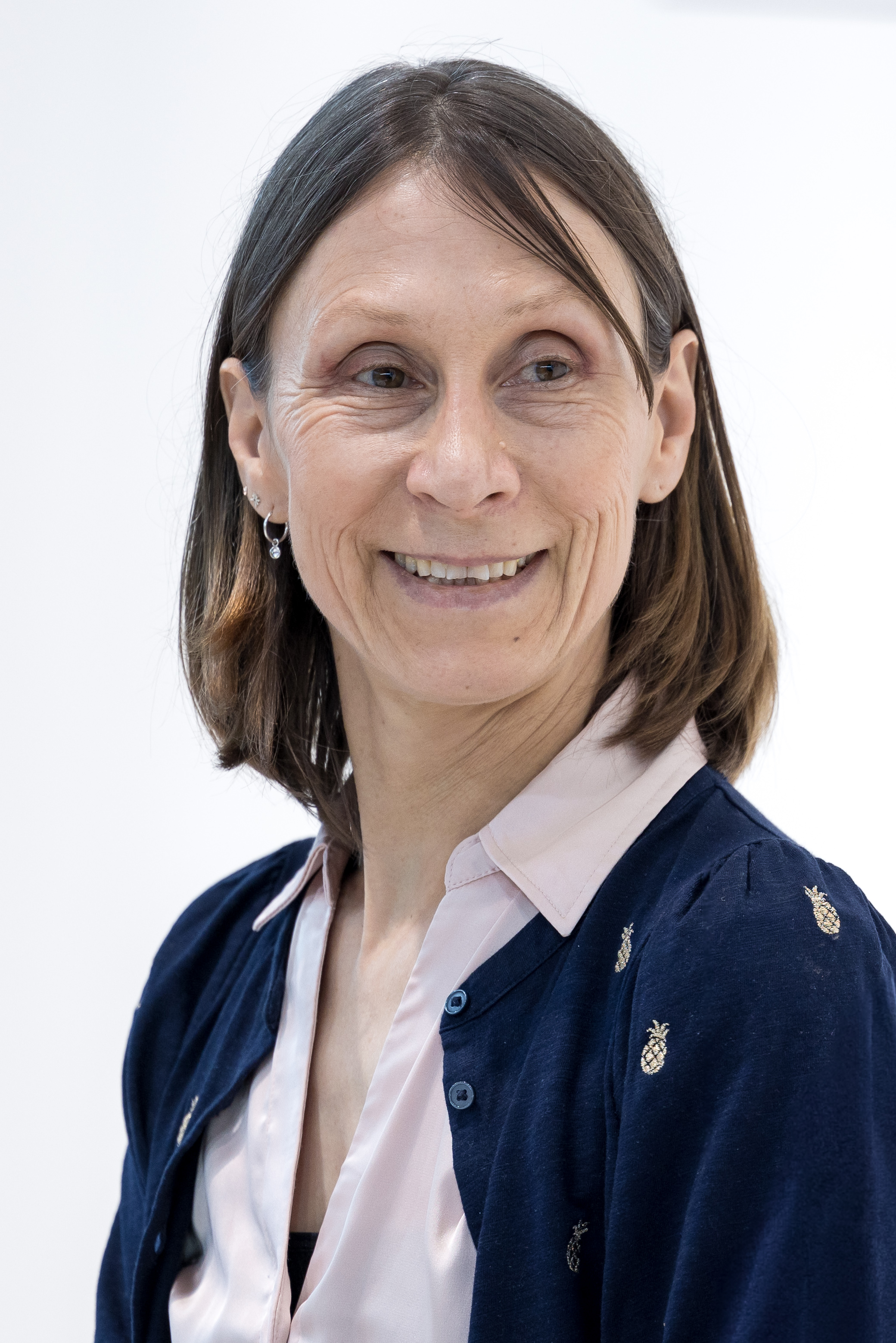
Martina Hefter (* 1965)

- Hefter, Roland (* 1967), deutscher Schauspieler, Kabarettist, Liedermacher und Sänger
- Hefter, Wolfgang (* 1949), deutscher Fußballspieler
- Hefti, Beat (* 1978), Schweizer Bobsportler
- Hefti, Beda (1897–1981), Schweizer Architekt
- Hefti, Bernhard (1945–1995), Schweizer Bildhauer
- Hefti, Birgit (* 1941), deutsche Leichtathletin
- Hefti, David Philip (* 1975), Schweizer Komponist und Dirigent
- Hefti, Fiona (* 1980), Schweizer Model, Miss Schweiz 2004
- Hefti, Frederick (* 2001), Schweizer Politiker (Grüne)
- Hefti, Jakob (1873–1951), Schweizer Politiker und Volksschriftsteller
- Hefti, Jakob (* 1947), Schweizer Hornist und Kammermusiker
- Hefti, Johannes (1881–1936), Unternehmer und Mitglied der Lübecker Bürgerschaft
- Hefti, Melchior (1879–1965), Schweizer Politiker (DP)
- Hefti, Neal (1922–2008), US-amerikanischer Jazztrompeter, -arrangeur und -komponist
- Hefti, Patrik (* 1969), liechtensteinischer Fußballspieler
- Hefti, Peter (1922–2012), Schweizer Politiker und Rechtsanwalt
- Hefti, Silvan (* 1997), Schweizer FußballspielerSilvan Hefti (* 1997)

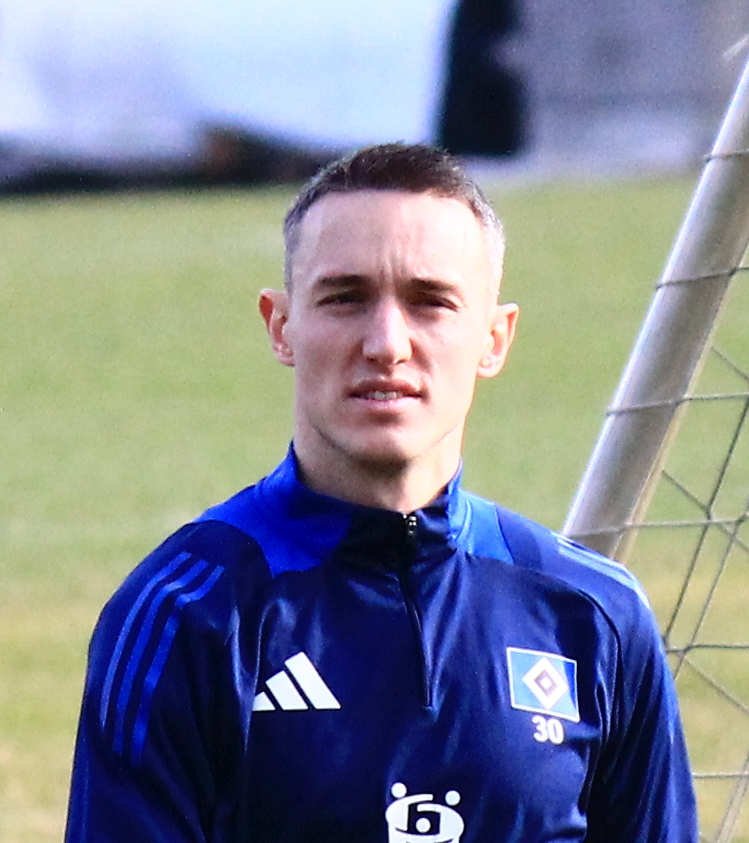
Silvan Hefti (* 1997)

- Hefti, Thomas (* 1959), Schweizer Politiker
- Hefti, Urs (1944–2008), Schweizer Schauspieler
- Hefti, Walter (* 1902), Schweizer Fachautor und Ingenieur der Eisenbahntechnik
- Heftner, Friedrich (* 1955), österreichischer Orgelbauer
- Heftner, Herbert (* 1962), österreichischer Althistoriker
- Heftrich, Eckhard (1928–2023), deutscher Literaturwissenschaftler
- Heftrich, Urs (* 1961), deutscher Slawist, Übersetzer, Lyriker und Hochschullehrer
- Hefty, Georg Paul (* 1947), deutscher Zeitungsredakteur für deutsche Innenpolitik
- Heftye, Thomas Thomassen (1860–1921), norwegischer Offizier und Politiker, Verteidigungsminister (1903 und 1908)

### Hefu
- Hefuna, Susan (* 1962), deutsch-ägyptische Künstlerin